# Valojyn
Valojyn (en biélorusse : Валожын ; en łacinka : Valožyn) ou Volojine (en russe : Воложин ; en polonais : Wołożyn) est une ville de la voblast de Minsk, en Biélorussie, et le centre administratif du raïon de Valojyn. Sa population s'élevait à 10 440 habitants en 2014.

## Géographie
Valojyn se trouve à 70 km au nord-ouest de Minsk et à 33 km au sud-ouest de Maladetchna.

## Histoire
La première mention de Valojyn remonte à l'année 1440. À partir du XVIe siècle, la localité fit partie de la voïvodie de Novogroudok du grand-duché de Lituanie. Elle était un centre important pour le négoce du bétail et des produits de l'agriculture. Elle fut rattachée à l'Empire russe à la suite de la deuxième partition de la Pologne (1793) et fit partie du gouvernement de Vilna. 
La Yechiva de Volozhin, construite en 1803, était très célèbre et exista jusqu'en 1939. Elle subit d'importants dégâts pendant la Première Guerre mondiale, car la ligne de front la traversa de 1915 à 1918. 
Le traité de Riga attribua Valojyn à la Pologne en 1921. Wołożyn fut alors le centre d'un powiat de la voïvodie de Nowogródek. Elle reçut le statut de ville en 1929. 
Après la signature du pacte germano-soviétique, elle fut occupée par l'Armée rouge en septembre 1939 puis annexée par l'Union soviétique, qui en fit un centre administratif de raïon le 15 janvier 1940, dans la voblast de Baranavitchy de la république socialiste soviétique de Biélorussie. 
Pendant la Seconde Guerre mondiale, Valojyn fut occupée par l'Allemagne nazie du 25 juin 1941 au 5 juillet 1944. Pendant l'occupation, 3 500 Juifs durent s'entasser dans un ghetto dès le mois d'août 1941. La plupart furent massacrés en mai 1942, les autres le 29 août 1942. Au cours de cette dernière « Aktion », quelque 80 Juifs parvinrent à s'échapper et à rejoindre les unités de partisans soviétiques.

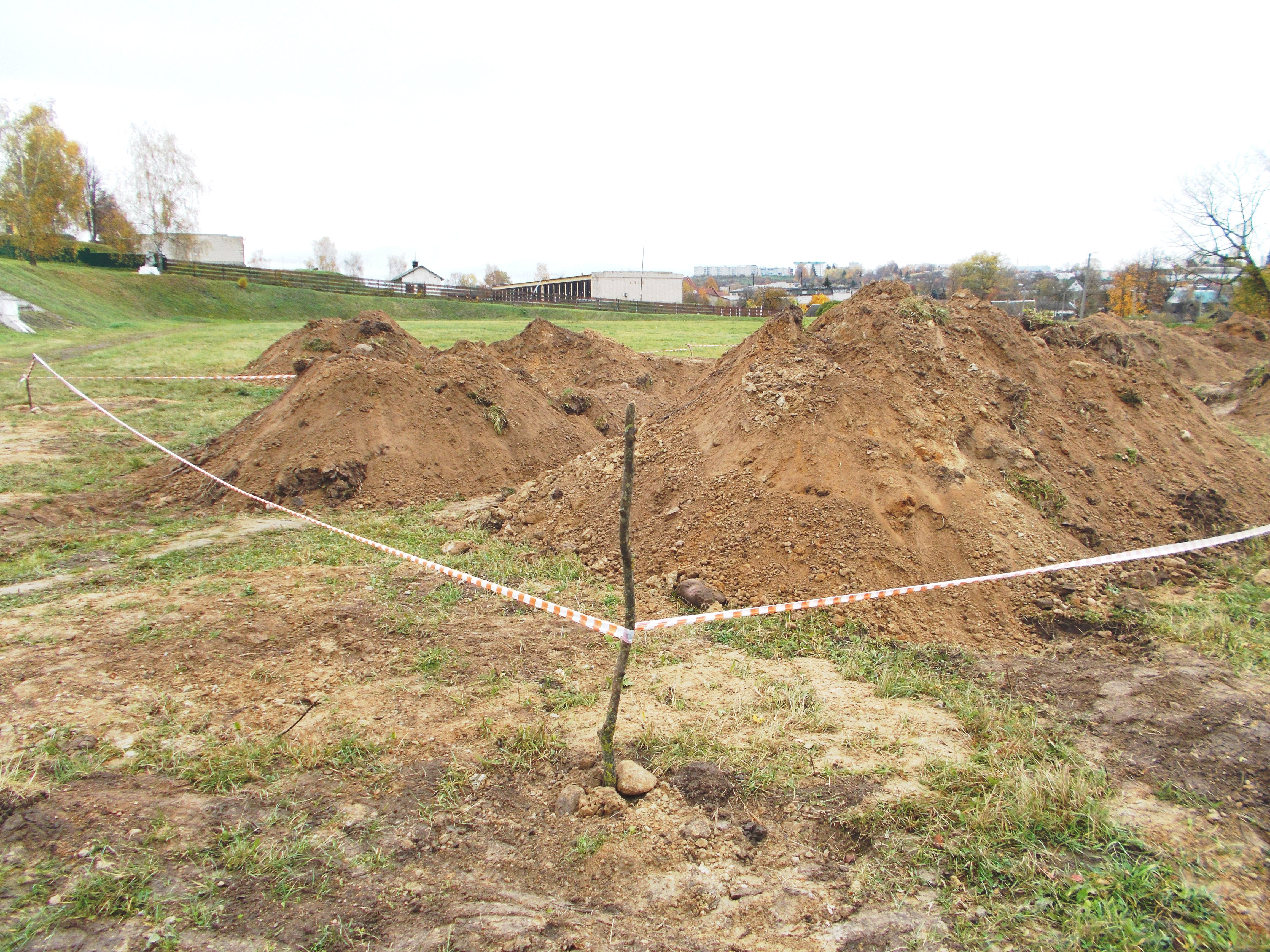
Fouilles sur le site de l'une des fusillades de masse des Juifs au stade de Volozhin. Les restes des défunts sont réinhumées près du monument (visible en arrière-plan).

## Population
Recensements (*) ou estimations de la population :
| 1803  | 1865  | 1897* | 1921* | 1931* |
| ----- | ----- | ----- | ----- | ----- |
| 2 446 | 2 500 | 4 533 | 4 070 | 6 269 |

| 1939* | 1959* | 1970* | 1979* | 1989*  |
| ----- | ----- | ----- | ----- | ------ |
| 6 800 | 4 779 | 6 256 | 7 906 | 10 643 |

| 1999*  | 2009*  | 2012   | 2013   | 2014   |
| ------ | ------ | ------ | ------ | ------ |
| 11 600 | 10 558 | 10 482 | 10 483 | 10 440 |

## Personnalités
- Rika Zaraï (1938-2020), chanteuse israelienne.
- Lauren Bacall (1924-2014), actrice américaine
- Haim Hillel Ben-Sasson (1914-1977), historien israélien.
- Haim de Volozhin (1749-1821), rabbin.
- Yitzchok Zev Soloveitchik (1886-1959), Rosh yeshiva ä Jérusalem
- Michal Yehouda Lefkowitz (1913-2011), rabbin israélien.